# Petros Mauromichalis
Petros Mauromichalis (řecky Πέτρος Μαυρομιχάλης), známý pod jménem Petrobey Mauromichalis (6. srpna 1765 Areopoli – 17. ledna 1848 Athény), byl jeden z nejvýznamnějších generálů Řecké osvobozenecké války.

## Život
Jeho rodina patřila k významným rodmů na Peloponésu. Pocházela z jižní části z poloostrova Mani který byl známý jako kraj obývaný krutými bojovníky. Řekové z Mani jsou potomci starověkých Sparťanů. Existují dvě teorie o jejich původě; podle první jméno Mauromichalis pochází od nalezeného sirotka, chlapce kterému dali jméno Michalis a přezdívku Mauros (Černý). Podle další teorie sem předek rodu přišel ve 14. století z Východní Thrákie, kterou dobyli Turci.
Narodil se 6. srpna 1765 v Areopoli. Kvůli bojům s Turky byl Petros nucen odejít na Jónské ostrovy, které patřily Francii. Působil ve francouzské armádě a byl blízkým přítelem Napoleona Bonaparteho kterého chtěl přesvědčit aby osvobodil Řecko. Roku 1814 po neustálých revolucích Maniotů se sultán rozhodl udělit území Mani autonomii a tak situaci upokojit. Za vládce Mani v hodnosti bej určil sultán právě Petrose Mauromichalise který byl znám pod jménem Petrobey. Přes poctu ze strany Turků se spojil s ostatními peloponéskými řeckými bojovníky proti Turkům. Vstoupil do tajné řecké protiosmanské společnosti Filiki Eteria. Roku 1821 vypukla Řecká osvobozenecká válka. Petrobey se do ní okamžitě zapojil a se svou armádou dobyl město Kalamata. Následně se stal vůdcem tzv. Mesénské gerúsie (regionální vlády). Později se stal vůdcem Peloponské gerúsie. Společně s hlavním generálem Theodorosem Kolokotronisem se zasloužil o dobytí hlavního města tureckého správce Peloponésu Tripolisu a dále také Argosu. Mezi významné generály patřily i jeho synové Ilias a Ioannis.
Roku 1830 po osvobození Řecka se vlády ujal hrabě Joannis Kapodistrias a Petros se stal členem řeckého parlamentu ale s Kapodistriovou politikou nesouhlasil. Proto jeho bratr Tzannis Mauromichalis vyprovokoval v Mani protivládní povstání které bylo potlačené a Petros a Tzannis byli zatčeni. Později se stal viceprezidentem parlamentu. Zemřel 17. ledna 1848 v Aténách.